# Video 2000
Video 2000 (ili V2000'; Video Compact Cassette skraćemo VCC) ime je za video format široke potrošnje kojeg su skupa razvile tvrtke Philips i Grundig. Na tržište ovaj format se pojavio 1979. i prestalo se prodavati 1988. Ovaj format je bio dostupan na europskom tržištu, te na tržištima Brazila i Argentine.
Philips naziva videokasetu sistema Video 2000 Video kompaktna kaseta (VCC Video compact cassette) aludirajući na svoj patent koji je postao svjetski standard u svijetu zvuka audio Compact Cassette format uveden 1963. jer Philips je bio uvjeren kako će njegov Video 2000 postati svjetski standard u video svijetu što se nažalost nije dogodilo zbog niza okolnosti. VCC kazete imale su dvije strane, vremenskog trajanja 2x1h, 2x2h,2x3h i 2x4h, lijepog dizajna i imale su specifikum da nisu imale u sebi niti jednog vijka za spajanje već su bile povezane ugrađenim kopčama na nekoliko mjesta na kutiji kazete pa se je kazeta mogla vrlo jednostavno i brzo rastaviti. Zaštita trake u kazeti bila je potpuna (za razliku od VHS i Betamax)  što je garantiralo dugovječnost održivosti snimljenog materijala. VCC kazete imale su kočnicu za snimanje, a ne odlomljavanje plastičnog jezičca kao VHS i Betamax. Na početku trake VCC kazete imale su svjetleću traku od par centimetara koju je senzor uređaja prepoznavao i tada zaustavljao prematanje. Video 2000 kao superiorni video sistem u svakom pogledu bio je predodređen za uspjeh zbog svoje tehnološke avangarde i praktičnosti, ali neke stvari mu nisu išle u prilog i ugasile njegovu proizvodnju brže od ostala dva video sistema u utrci VHS-a i Betamaxa koji su u znatnom dijelu u odnosu na sistem Video 2000 bili inferiorni .Uređaji Video 2000 bili su opremljeni s više motora pa nije bilo nikakvih remenica za prijenos (izuzev modela Grundig 2x4 plus). Prematanje trake bilo je nečujno, ujednačeno i u odnosu na konkurenciju više nego duplo brže. Prematanje trake kod VHS i Betamax uređaja trajalo je 4 minute, a kod Video 2000 1,30 minuta. Uređaji Video 2000 bili su opremljeni mikroprocesorima koji su potpuno nadzirali rad uređaja od snimanja i reprodukcije do auto tracking kontrole koja je po prvi put izvedena u kućnim uređajima i nazivala se DTF Dinamic track following, dinamično praćenje tragova. Već prvi uređaji imali su zbog DTF sistema potpuno čistu sliku bez pruga i smetnji u modusu ubrzanog prematanja sa slikom naprijed i nazad kao i u modusu usporene reprodukcije i zaustavljene slike što je za VHS i Betamax bio nedosanjan san koji nikada nisu uspjeli riješiti. I sve to na samo jednoj polovici trake. Mikroprocesor je u potpunosti kontrolirao rad uređaja pa je ako bi došlo do nekog kvara ili zastoja blokirao potpuno rad uređaja zbog sprečavanja daljnjih mogućih oštećenja. Zato nije pretjerivanje kada se kaže da je Video 2000 bio tehnološki superioran sistem u odnosu na konkurenciju. Uređaji Video 2000 nisu imali tracking kontrol nego je to radio microprocesor, sam podešavajući pomične video glave prema zapisu na traci, prema tragu. Uređaji su bili u potpunosti digitalizirani, od traženja kanala za snimanje do digitalnih brojača protoka trake s mogućnosću preciznog pronalaženja točno određenog mjesta na traci. Već 1981. uređaji Video 2000 imali su mogućnost prepoznavanja video kazete i točno određivanje proteklog vremena kao i preostalog vremena na traci izračunatog pomoću mikroprocesora u satima i minutama. VHS je ove mogućnosti imao tek 15 godina kasnije u svojim uređajima, a sve je to bilo preuzeto od Video 2000 koji je bio daleko ispred svog vremena. Posljednji Philipsov model VR 2870 iz 1988. godine imao je mogućnost nasnimavanja na sliku (audio dubbing) Hi-Fi zvuka što niti jedan videorekorder nikada nije imao. Posljednji modeli Video 2000 imali su LP mod rada koji je na njihovim uređajima bio nazvan XL pa je tako jedna VCC 480 minutna video kaseta mogla snimiti 2x8 sati materijala ukupno 16 sati. Nažalost sve to nije pomoglo Video 2000 da se održi jer prodaja je bila u stalnom padu.
Ono što je pokopalo Video 2000, prije svih, a nepravedno s obzirom kakve je tehnološke inovacije donosio, bila je činjenica da je sustav došao na svjetsku scenu prekasno, da su uređaji u prvih 1000 prodanih primjeraka imali puno reklamacija i kvarova zbog nedorađenosti, da su prvi uređaji imali često duple ivice na snimkama i mrežaste konture na dijelovima svjetlijih površina boja, nedovoljne provjerenosti kako transportnog M sustava obuhvata trake u transportnom sistemu koji je koristio Philips sa sajlama koje su pucale,( cijena novog transportnog sistema bila je 1000 DEM, jedna četvrtina cijene uređaja) tako i zbog DTF sistema preuzetog od profesionalnih uređaja koji u tim prvim uređajima nije funkcionirao uvijek kako treba. Philips i Grundig nisu imali zajednički pristup izvedbe mehanizma vođenja trake pa je Philips koristio M sustav nalik onom u VHS-u, a Grundig U sistem preuzet od U-matic sistema koji je koristio i Betamax. To je rezultiralo da snimke snimljene na Grundig uređajima nisu bile u početku uvijek kompatibilne sa snimkama na Philipsovim uređajima i obrnuto jer su audio glave zbog različitih obuhvata trake bile različito postavljene pa se je dešavalo kašnjenje tona za cca. 2 sekunde. Kasnijje su ti nedostaci bili otklonjeni, ali bilo je kasno. Marketinški, Video 2000 bio je predstavljen kao sistem koji će osvojiti svijet ali to se nažalost nije dogodilo i zbog poslovne politike Philipsa i Grundiga kao nosioca licence Video 2000. Uređaji su bili vrlo glomazni, teški do 17,5 kg u prvim generacijama Video 2000 bez obzira na dizajnerski vrlo lijepe primjerke sa zakrivljenim linijama što je bio zaštitni znak Philipsovih modela, a što je dovedeno do vrhunca u izvedbi najrenomiranije tvrtke za kvalitetu i dizajn danskog Bang Olufsena koji je preuzevši licencu Video 2000 redizejnirao na svoj sofisiciran način Philips modele VR 2020 i VR 2022 svojim modelima Beocord 8800 i Beocord 8802. Uređaji Video 2000 bili su u svojim prvim izvedbama dizajnerski dobro izvedeni, ali vrlo glomazni, teški i vrlo skupi, znatno skuplji od konkurencije. Video kazete VCC bile su isto tako znatno skuplje od konkurencije. Sve je to davalo sistemu Video 2000 jednu dimenziju ekskluzivnog video sistema, ali u odnosu na konkurenciju nedovoljno da masovno osvoji tržište. Osim toga, a vrlo bitno, Philips i Grundig su licencu za proizvodnju Video 2000 dali samo europskim tvrtkama što je ograničilo tržište i poskupilo proizvodnju uređaja. Najveću zastupljenost Video 2000 imao je u Austriji, Švicarskoj, Njemačkoj, Belgiji, Nizozemskoj, Danskoj, Švedskoj, Norveškoj i Velikoj Britaniji, dosta i u Španjolskoj i Italiji, ali dalje od toga nije bilo ništa, izuzev nešto malo u Argentini, Brazilu i neznatno Austaliji. Video 2000 bio je zamišljen kao video sustav koji će zbog svojih superiornih preformansi osvojiti svijet, ali je poslovna politika Philips/Grundig ostala nejasna. Doduše, postoji i varijanta događaja da su japanski proizvođači jedinstveno nastupili ne želeći preuzeti licencu Video 2000 kako bi ga zbog svoje superiornosti istisnuli s tržišta što im je u konačnici i uspjelo.  Na kraju, Video 2000 je bio i ostao samo europski video sistem, skup za proizvodnju koji bez obzira na svoje superiorne performanse u odnosu na VHS i Betamax nije uspio i prvi se ugasio. Izgleda kao da je Philips ponesen svojim svjetski uspješnom patentu audio kasete bio uvjeren da će tako biti i s Video 2000, ali nažalost to se nije desilo. Video 2000 bio je u samom startu znatno ispred vremena i konkurencije i pružao je velike mogućnosti za razvoj video sustava uopće. Njegove tehnološke inovacije tek su znatno kasnije postupno primjenjivane u VHS sistemu. Konstruktor Sistema Video 2000, njemački inženjer koji je iznenada preminuo 1984, radio je pred kraj života u svom laboratoriju na primjeni dostignuća Video 2000 koja je imao na VHS. Tako je bilo objavljeno i publicirano, a tako je i bilo. Već 1985. Philips i Grundig objavljuju početak prestanka proizvodnje svog sistema Video 2000 na zaprepaštenje svih i Grundig lansira na tržište prvi VHS rekorder VS 200 i VS 220 koji nije imao tracking već je koristio DTF tehniku preuzetu od Video 2000. Dizajnerski je bio gotovo identičan svojim Video 2000 rođacima što je u početku bio i slučaj s prvim Philipsovim VHS modelima. VHS je tek na svom kraju samo djelomično dosegao neke performanse sistema Video 2000, video sistema koji je da je pravo zaživio sigurno puno toga u video svijetu napravio bolje i naprednije, ali to se nažalost nije dogodilo. Danas je digitalizacijom sve ionako bespredmetno, ali sama činjenica da smo imali jedan video sustav koji je nudio i razvijao se u nešto vrlo napredno i dobro govori u prilog činjenici da je šteta za tehnološki razvoj video sustava što Video 2000 nije dobio mjesto koje je u svojim tehnološkim inovacijama i napretkom svakako više nego zaslužio. Video 2000 bio je sistem ispred svog vremena u svakom pogledu, vjerojatno zato je tako i prošao.